# هشتاد و نهمین دوره جوایز اسکار
هشتاد و نهمین مراسم جوایز اسکار، توسط آکادمی علوم و هنرهای سینما (اَمپاس) و به افتخار بهترین فیلم‌های سال ۲۰۱۶، در روز یکشنبه ۲۶ فوریه ۲۰۱۷ میلادی در تئاتر دالبی، هالیوود، لس آنجلس در ساعت ۵:۳۰ بعد از ظهر به وقت پی‌اس‌تی برگزار شد. این مراسم در ایالات متحده از شبکه تلویزیونی ای‌بی‌سی به صورت زنده پخش شد و تهیه‌کنندگی آن را مایکل دلوکا و جنیفر تاد بر عهده داشتند. جیمی کیمل برای اولین بار مجری این برنامه بود.
مهتاب ۳ جایزه از جمله بهترین فیلم و لا لا لند ۶ جایزه دریافت کردند. این در حالی بود که ابتدا نام لا لا لند برای دریافت جایزه بهترین فیلم خوانده شد و وقتی که عوامل این فیلم به روی صحنه آمدند، جایزه از آن‌ها گرفته و به فیلم مهتاب اعطا شد. دو فیلم ستیغ هک‌سا و منچستر کنار دریا نیز توانستند ۲ اسکار را با خود به خانه ببرند. فیلم‌های دیگری که یک جایزه بردند عبارتند از: حصارها، زوتوپیا، او.جی.: ساخت آمریکا، فروشنده، کلاه‌سفیدها، پایپر (بهترین پویانمایی کوتاه)، آواز (بهترین فیلم کوتاه)، کتاب جنگل، جانوران شگفت‌انگیز و زیستگاه آن‌ها، جوخه انتحار و ورود.

## نامزدها و برنده‌ها

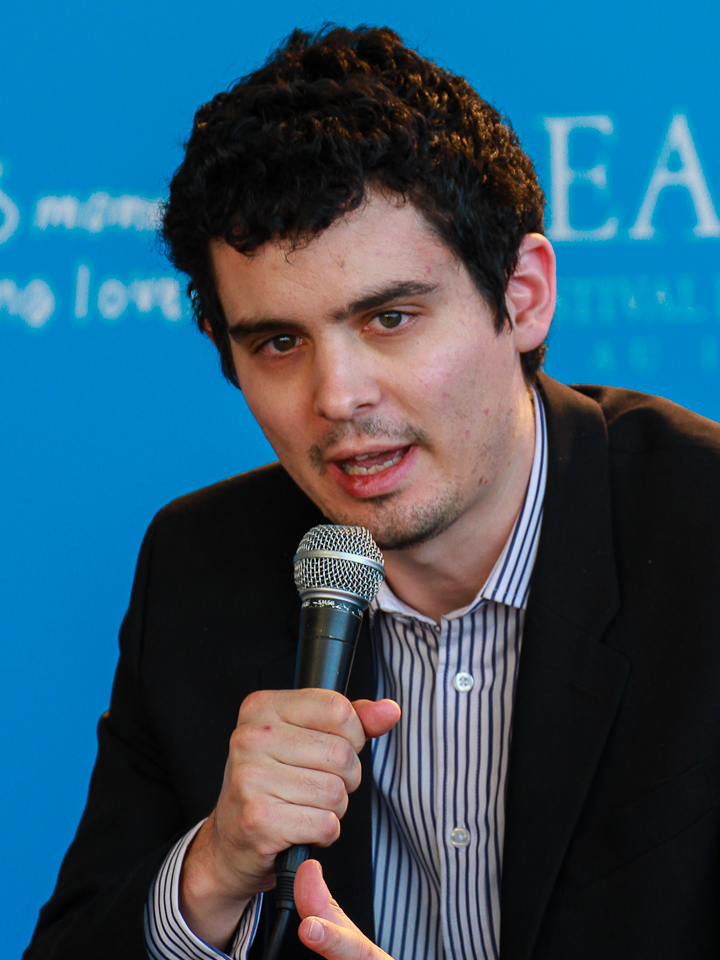
دیمین شزل، برنده بهترین کارگردانی

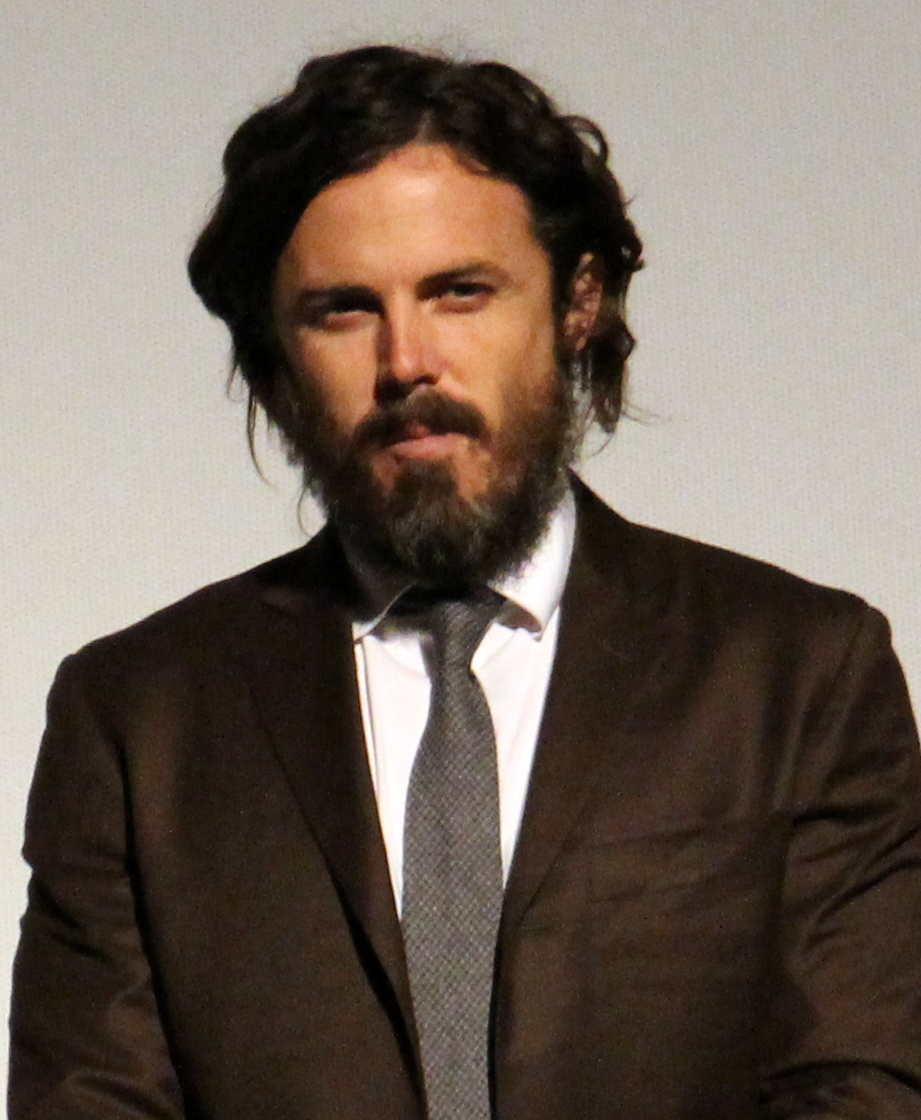
کیسی افلک، برنده بهترین بازیگر نقش اول مرد

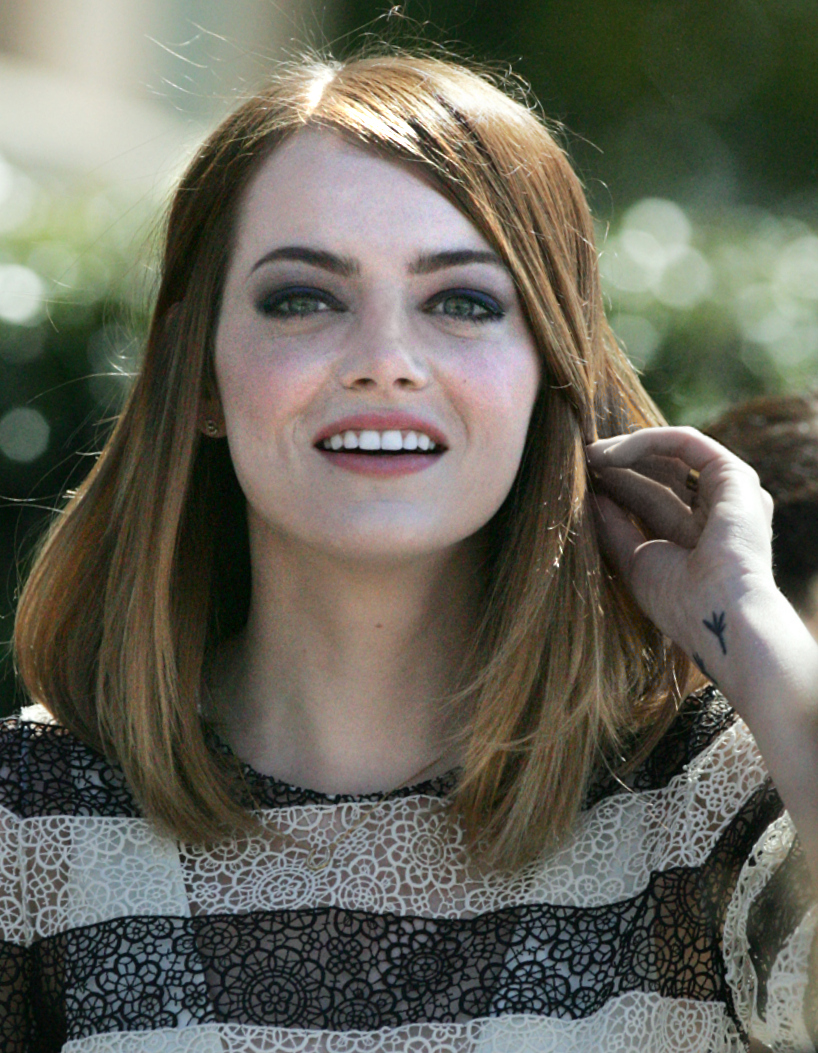
اما استون، برنده بهترین بازیگر نقش اول زن

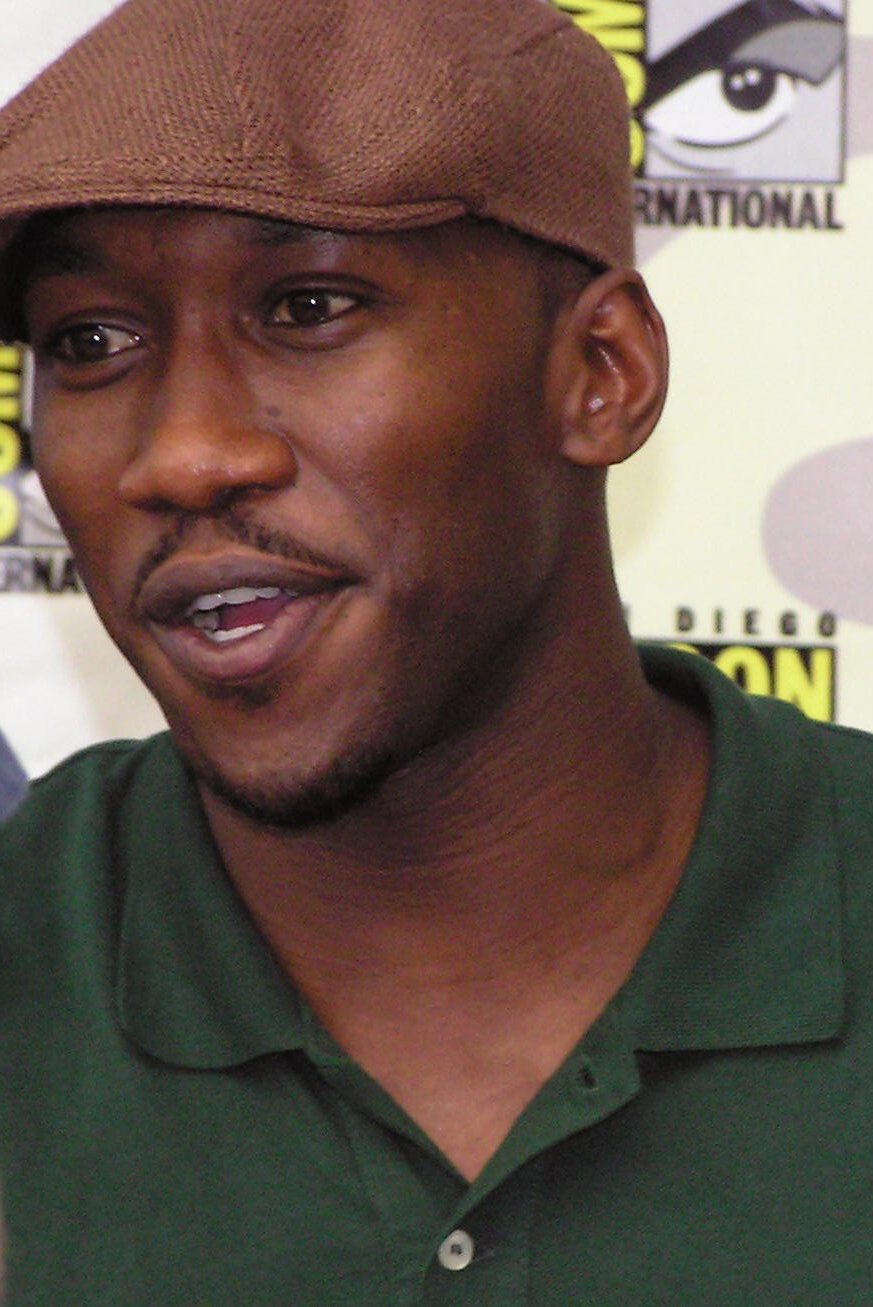
ماهرشالا علی، برنده بهترین بازیگر نقش مکمل مرد

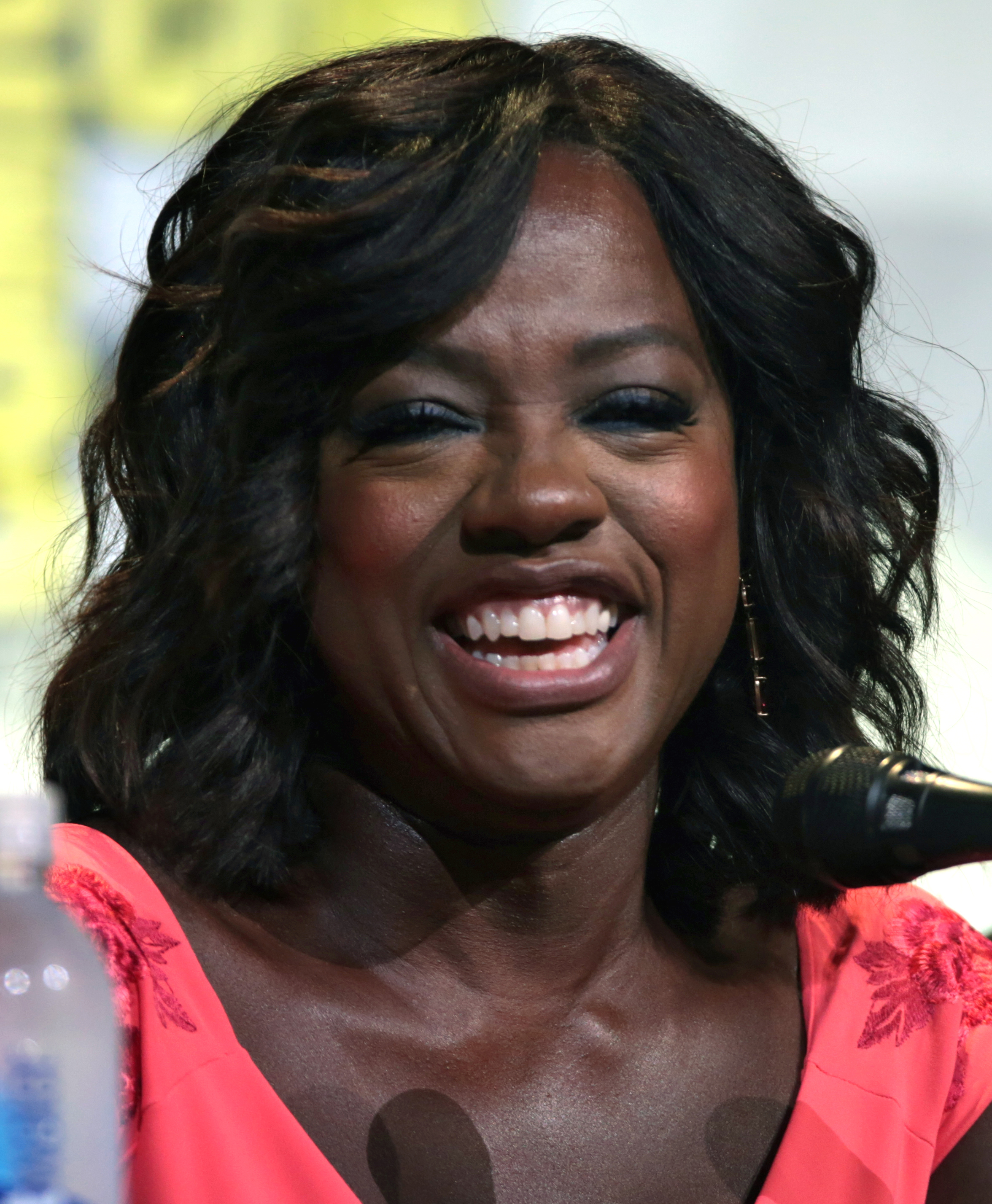
وایولا دیویس، برنده بهترین بازیگر نقش مکمل زن

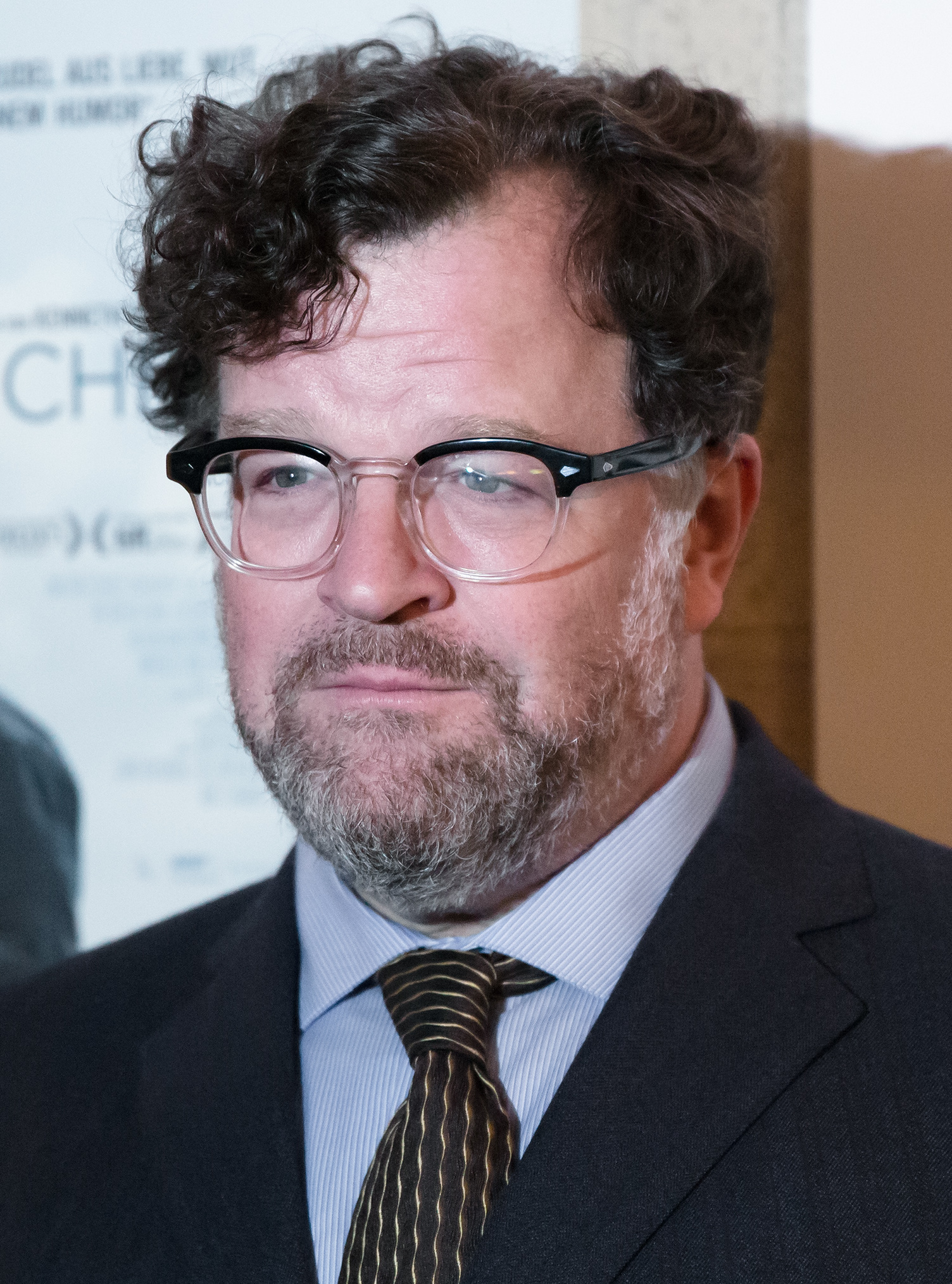
کنت لونرگان، برنده بهترین فیلم‌نامه غیراقتباسی

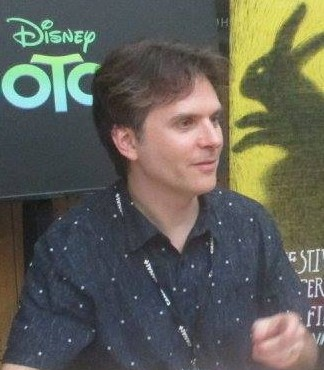
بایرون هاوارد، برنده بهترین فیلم پویانمایی (مشترک)

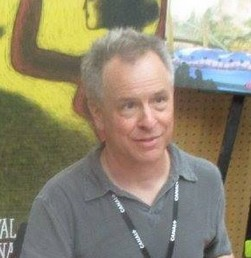
ریچ مور، برنده بهترین فیلم پویانمایی (مشترک)

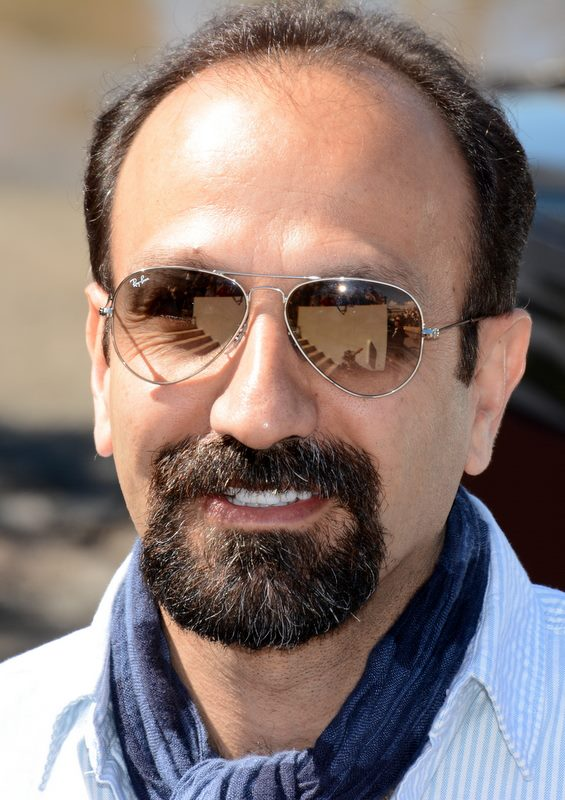
اصغر فرهادی، برنده بهترین فیلم خارجی‌زبان

نامزدها برای هشتاد و نهمین مراسم جوایز اسکار در ۲۴ ژانویه ۲۰۱۷ میلادی و در ساعت ۵:۱۸ قبل از ظهر به وقت پی.اس. تی (۱۳:۱۸ به وقت یوتی‌سی و ۸:۱۸ قبل از ظهر به وقت ای‌اس‌تی) توسط کارگردانان گیرمو دل تورو و جیسون رایتمن، رئیس آکادمی شریل بون ایساکس، بازیگران بری لارسون، مارسیا گی هاردن، گلن کلوز، گابوری سیدیب، جنیفر هادسون، ترنس هاوارد، کن واتانابه، دمیان بیچیر و نویسنده داستین لنس بلک معرفی شدند. برای اولین بار در تاریخ آکادمی نامزدها از طریق پخش زنده جهانی در وب‌سایت‌های رسمی آکادمی (oscars.org و oscars.com) و از طریق رادیو و تلویزیون محلی از جمله صبح بخیر آمریکا اعلام شدند. لا لا لند بیشترین تعداد نامزدی را با ۱۴ نامزدی به دست آورد و با رکورد بیشترین تعداد نامزدی با فیلم ۱۹۵۰، همه‌چیز درباره ایو و فیلم ۱۹۹۷، تایتانیک برابر شد. ورود و مهتاب هر کدام با ۸ نامزدی در جایگاه دوم قرار گرفتند. فیلم فروشنده از (ایران) به زبان فارسی به کارگردانی اصغر فرهادی توانست جایزه بهترین فیلم خارجی‌زبان را دریافت کند. او.جی.: ساخت آمریکا با ۴۶۷ دقیقه، طولانی‌ترین فیلم برنده اسکار لقب گرفت که قبل از آن این رکورد در دست فیلم جنگ و صلح، برنده جایزه بهترین فیلم خارجی‌زبان در ۱۹۶۹، بود.

## جوایز
برنده‌های جایزه اول و پررنگ نوشته شده‌اند.
| بهترین فیلم | بهترین کارگردانی |
| --- | --- |
| - مهتاب – ادل رومانسکی، دده گاردنر و جرمی کلاینر - لا لا لند – فرد برگر، جردن هوروویتز و مارک پلت - ورود – شاون لوی، دن لوین، آرون رایدر و دیوید لیند - حصارها – اسکات رودین، دنزل واشینگتن و تاد بلک - ستیغ هک‌سا – بیل مکانیک و دیوید پرموت - اگر سنگ از آسمان ببارد – کارلا هاکن و جولی یورن - ارقام پنهان – دونا گیگلیوتی، پیتر چرنین، جنو تاپینگ، فارل ویلیامز و تئودور ملفی - شیر – امیلی شرمن، این کنینگ و انجی فیلدر - منچستر بای د سی – مت دیمون کیمبرلی استوارد، کریس مور، لاورن بک، و کوین جی. والش | - دیمین شزل – لا لا لند - دنی ویلنو – ورود - مل گیبسون – ستیغ هک‌سا - کنت لونرگان – منچستر بای د سی - بری جنکینز – مهتاب |
| بهترین بازیگر مرد | بهترین بازیگر زن |
| - کیسی افلک – منچستر بای د سی در نقش لی چندلر - اندرو گارفیلد – ستیغ هک‌سا در نقش دزموند داس - رایان گاسلینگ – لا لا لند در نقش سباستین وایلدر - ویگو مورتنسن – کاپیتان خارق‌العاده در نقش بن کش - دنزل واشینگتن – حصارها در نقش تروی مکسون | - اما استون – لا لا لند در نقش میا دولان - ایزابل هوپر – او در نقش جوی "میشل لبلانک - روث نگا – لاوینگ در نقش میلدرد لاوینگ - ناتالی پورتمن – جکی در نقش جکی کندی - مریل استریپ – فلورانس فاستر جنکینس در نقش فلورانس فاستر جنکینس |
| بهترین بازیگر نقش مکمل مرد | بهترین بازیگر نقش مکمل زن |
| - ماهرشالا علی – مهتاب در نقش خوان - جف بریجز – اگر سنگ از آسمان ببارد در نقش مارکوس همیلتون - لوکاس هجز – منچستر بای د سی در نقش پاتریک چندلر - مایکل شنون – حیوانات شب‌زی در نقش بابی آند - دو پتل – شیر در نقش سارو بریرلی | - وایولا دیویس – حصارها در نقش رز لی مکسون - نائومی هریس – مهتاب در نقش پائولا - نیکول کیدمن – شیر در نقش سارو بریرلی - اکتاویا اسپنسر – ارقام پنهان در نقش دوروتی وان - میشل ویلیامز – منچستر بای د سی در نقش رندی چندلر |
| بهترین فیلم‌نامه غیراقتباسی | بهترین فیلم‌نامه اقتباسی |
| - کنت لونرگان – منچستر بای د سی - مایک میلز – زنان قرن بیستم - تیلور شریدان – اگر سنگ از آسمان ببارد - دیمین شزل – لا لا لند - یورگوس لانتی‌موس – خرچنگ | - بری جنکینز و تارل آلوین مک کرانی – مهتاب براساس رمان زیر نور مهتاب پسران سیاه آبی به‌نظر می‌رسند اثر تارل آلوین مک کرانی - اریک هیزرر – ورود براساس داستان زندگی تو اثر تد چیانگ - آگوست ویلسون – حصارها براساس نمایش‌نامه حصارها اثر آگوست ویلسون (نامزدی پس از مرگ) - آلیسون شرودر و تئودور ملفی – ارقام پنهان براساس کتاب ارقام پنهان اثر مارگوت لی شترلی - لوقا دیویس – شیر براساس رمان یک راه طولانی تا خانه اثر سارو بریرلی و لری بوترز |
| بهترین فیلم پویانمایی | بهترین فیلم خارجی‌زبان |
| - زوتوپیا - بایرون هاوارد و ریچ مور و کلارک اسپنسر - کوبو و دو تار - تراویس نایت و آریانه ساتنر - موانا - جان ماسکر، ران کلمنتس و ازنات شریر - زندگی من به عنوان یک کدو - کلود باراس و مکس کارلی - لاک‌پشت قرمز - مایکل دودوک دی ویت و توشیو سوزوکی | - فروشنده (ایران) به زبان فارسی – اصغر فرهادی - زیر شن (دانمارک) به زبان دانمارکی – مارتین زندولیت - مردی به نام اوه (سوئد) به زبان سوئدی – هانس هولم - تانا (استرالیا) به زبان وانواتویی – مارتین باتلر و بنتلی دان - تونی اردمان (آلمان) به زبان آلمانی –مارن آده |
| بهترین مستند | بهترین مستند کوتاه |
| - او.جی.: ساخت آمریکا – ازرا ادلمن و کارولین واترلو - آتش در دریا – جانفرانکو رزی و دونتلا پالرمو - من کاکاسیاه تو نیستم – رائول پک، رمی گرلتی و هبرت پک - زندگی، انیمیشنی – راجر راس ویلیامز و جولی گلدمن - سیزدهمین – ایوا دوورنی، اسپنسر آوریک و هاوارد باریش | - کلاه‌سفیدها - اورلاندو فون آینسیدل و جوانا ناتاسگارا - آخرین مرحله - دان کراوس - ۴٫۱ مایل - دافنه ماتزیاراکی - ویولن جو - کاهان کوپرمن و رافائلا نیهاوزن - وطنی: سرزمین من - مارسل متلسیفن و استیفن الیس |
| بهترین فیلم کوتاه | بهترین پویانمایی کوتاه |
| - آواز - کریشتوف دآک و آنا اودواردی - دشمنان داخلی - سلیم ازازی - زنان و جی تی وی - تیمو فون گونتن و گیاکون کادوف - شب‌های خاموش - آسک بنگ و کیم مگنوسون - تایم کد - جوانجو جیمنز | - پایپر - آلان باریلارو و مارک سوند هیمر - مروارید - پاتریک اوزبورن - وایشای نابینا - تئودور آشف - زمان قرضی - اندرو کوتز و لو هامو لاج - شربت گلابی و سیگار - رابرت ولی و کارا اسپلر |
| بهترین موسیقی فیلم | بهترین ترانه |
| - لا لا لند – جاستین هورویتز - جکی – میکاچو - شیر – داستین اوهالورن - مهتاب – نیکولاس بریتل - مسافران – توماس نیومن | - "شهر ستاره‌ها" از لا لا لند – موسیقی ازجاستین هورویتز، متن ترانه از بنج پاسک جاستین پل - "استماع (احمق‌های رویایی)" از لا لا لند – موسیقی ازجاستین هورویتز، متن ترانه از بنج پاسک جاستین پل - "نمی‌توانم جلوی احساسم را بگیرم!" از ترول‌ها – موسیقی و متن از جاستین تیمبرلیک، مکس مارتین و شلبک - "صندلی خالی" از جیم:داستان جیمز فولی – موسیقی و متن از جی. رالف و استینگ - "چقدر باید بروم؟" از موانا – لین-منیول میراندا                    |
| بهترین تدوین صدا | بهترین صداگذاری |
| - ورود - سیلوین بلمار - دیپ‌واتر هورایزن - ویلی استیتمن و رنه توندلی - ستیغ هک‌سا - رابرت مکنزی و اندی ورایت - لا لا لند - آی لینگ-لی و میلدرد لاتو مورگان - سالی - الن رابرت موری و باب آسمان | - ستیغ هک‌سا - کوین اوکانل، پیتر گراس، اندی ورایت و رابرت مکنزی - ورود - برنارد گریپی استروبل و کلاود لا هایه - لا لا لند - اندی نلسون، آی لینگ-لی و استیو مورو - روگ وان - دیوید پارکر، کریستوفر اسکارابوسیو و استوارت ویلسون - ۱۳ ساعت: سربازان مخفی بنغازی - گرگ پی. راسل، گری سامرز، جفری جی. هابوش و مک راث |
| بهترین طراحی صحنه | بهترین فیلمبرداری |
| - لا لا لند – سندی رینولدز-واسکو و دیوید واسکو - ورود – پاتریس ورمت و پل هوت - جانوران شگفت‌انگیز و زیستگاه آن‌ها – استوارت کرایگ و آنا پیناک - درود بر سزار! – جس گونچور و نانسی هایگ - مسافران – گای هندریکس دیاز و جن سردینا | - لا لا لند – لینوس ساندگرن - ورود – برادفورد یانگ - شیر – گرگ فریزر - مهتاب – جیمز لاکستون - سکوت – رودریگو پریتو |
| بهترین گریم و آرایش مو | بهترین طراحی لباس |
| - جوخه انتحار - مردی به نام اوه - فراتر از پیشتازان فضا | - جانوران شگفت‌انگیز و زیستگاه آن‌ها – کالین اتوود - متفقین – جوانا جانستون - فلورانس فاستر جنکینس – کونسولاتا بویل - جکی – مادلین فونتین - لا لا لند – ماری زوفرس |
| بهترین تدوین | بهترین جلوه‌های تصویری |
| - ستیغ هک‌سا – جان گیلبرت - ورود – جو والکر - اگر سنگ از آسمان ببارد – جیک رابرتز - لا لا لند – تام کراس - مهتاب – نات سندرز | - کتاب جنگل - رابرت لگاتو، اندرو آر. جونز، دان لمون و آدام والدز - دیپ‌واتر هورایزن - بورت دالتون، کریگ همیک، جیسون اسنل و جیسون بیلینگتون - دکتر استرنج - استفان کریتی، پل کوربولد، ریچارد بلوف و وینسنت سایرلی - کوبو و دو تار - استیو امرسون، اولیور جونز، بریان مک لین و براد شیف - روگ وان - نیل کوربلد، جان نول، هال هیکل و موهن لئو |

## جوایز افتخاری
با برگزار شدن هشتمین جوایز افتخاری، در ۲۱ نوامبر ۲۰۱۶، که به جوایز گاورنور مشهور است، به هنرمندان زیر جوایز اعطا شد:
- جکی چان —— بدلکار، بازیگر، کارگردان، تهیه‌کننده و خواننده اهل هنگ کنگ[۹]
- آن وی. کوتس —— تدوینگر فیلم[۱۰]
- لین استال‌مستر —— انتخاب‌کننده بازیگر[۱۱]
- فردریک وایزمن —— سازنده فیلم سینمایی، مستند و تئاتر[۱۲]

### فیلم‌هایی با چند نامزدی و جایزه
| تعداد نامزدی | فیلم                             |
| ------------ | -------------------------------- |
| ۱۴           | لا لا لند                        |
| ۸            | ورود                             |
| ۸            | مهتاب                            |
| ۶            | ستیغ هک‌سا                        |
| ۶            | شیر                              |
| ۶            | منچستر بای د سی                  |
| ۴            | حصارها                           |
| ۴            | اگر سنگ از آسمان ببارد           |
| ۳            | ارقام پنهان                      |
| ۳            | جکی                              |
| ۲            | دیپ واتر هاریزون                 |
| ۲            | جانوران شگفت‌انگیز و زیستگاه آن‌ها |
| ۲            | فلورانس فاستر جنکینس             |
| ۲            | کوبو و دو تار                    |
| ۲            | مردی به نام اوه                  |
| ۲            | موانا                            |
| ۲            | مسافران                          |
| ۲            | روگ وان                          |

| تعداد جایزه‌ها | فیلم            |
| ------------- | --------------- |
| ۶             | لا لا لند       |
| ۳             | مهتاب           |
| ۲             | ستیغ هک‌سا       |
| ۲             | منچستر بای د سی |

## معرفی کنندگان و اجرا کنندگان
در جدول زیر اسامی افرادی که برندگان جوایز را معرفی و افرادی که ترانه‌های نامزد شده‌شان را اجرا می‌کنند آمده‌است:

### معرفی کنندگان
| نام(ها)                                               | وظیفه                                                                                     |
| ----------------------------------------------------- | ----------------------------------------------------------------------------------------- |
| رندی توماس                                            | گوینده آغازین ۸۹امین مراسم اسکار                                                          |
| آلیسیا ویکاندر                                        | معرفی‌کننده برنده جایزه بهترین بازیگر نقش مکمل مرد                                         |
| جیسون بیتمن کیت مک‌کینون                               | معرفی کنندگان برنده جایزه بهترین گریم و آرایش مو و بهترین طراحی لباس                      |
| تراجی پی. هنسون کاترین جانسون جنل مونی اکتاویا اسپنسر | معرفی کنندگان برنده جایزه بهترین مستند                                                    |
| دواین جانسون                                          | معرفی‌کننده برای اجرای بهترین ترانه نامزد شده "چقدر باید بروم؟"                            |
| شرلی بون آیزاکس (رئیس آکادمی)                         | سخنرانی اختصاصی دربارهٔ فیلم و فیلمسازی و گوناگونی‌های آن                                   |
| سوفیا بوتلا کریس ایوانز                               | معرفی کنندگان برنده جایزه بهترین تدوین صدا و بهترین صداگذاری                              |
| وینس وان                                              | معرفی‌کننده برندگان جوایز افتخاری                                                          |
| مارک رایلنس                                           | معرفی‌کننده برنده جایزه بهترین بازیگر نقش مکمل زن                                          |
| شرلی مک‌لین شارلیز ترون                                | معرفی کنندگان برنده جایزه بهترین فیلم خارجی‌زبان                                           |
| دو پتل                                                | معرفی‌کننده برای اجرای بهترین ترانه نامزد شده "صندلی خالی"                                 |
| گائل گارسیا برنال هیلی استاینفلد                      | معرفی کنندگان برنده جایزه بهترین فیلم کوتاه و بهترین پویانمایی کوتاه                      |
| جیمی درنان داکوتا جانسون                              | معرفی کنندگان برنده جایزه بهترین طراحی صحنه                                               |
| ریز احمد فلیسیتی جونز                                 | معرفی کنندگان برنده جایزه بهترین جلوه‌های تصویری                                           |
| مایکل جی فاکس ست روگن                                 | معرفی کنندگان برنده جایزه بهترین تدوین                                                    |
| سلما هایک دیوید اویلوو                                | معرفی کنندگان برنده جایزه بهترین مستند کوتاه و بهترین فیلم کوتاه                          |
| جان چو لزلی من                                        | معرفی کنندگان برنده جایزه یک عمر دستاورد فنی و هنری                                       |
| خاویر باردم مریل استریپ                               | معرفی کنندگان برنده جایزه بهترین فیلمبرداری                                               |
| رایان گاسلینگ اما استون                               | معرفی‌کننده برای اجرای بهترین ترانه‌های نامزد شده "استماع (احمق‌های رویایی)" و "شهر ستاره‌ها" |
| ساموئل ال. جکسون                                      | معرفی‌کننده برنده جایزه بهترین موسیقی فیلم                                                 |
| اسکارلت جوهانسون                                      | معرفی‌کننده برنده جایزه بهترین ترانه                                                       |
| جنیفر آنیستون                                         | معرفی برنامه یادبود که برای ستایش رفتگان سینما می‌باشد.                                    |
| بن افلک مت دیمون                                      | معرفی کنندگان برنده جایزه بهترین فیلم‌نامه غیراقتباسی                                      |
| ایمی آدامز                                            | معرفی‌کننده برنده جایزه بهترین فیلم‌نامه اقتباسی                                            |
| هلی بری                                               | معرفی‌کننده برنده جایزه بهترین کارگردانی                                                   |
| بری لارسون                                            | معرفی‌کننده برنده جایزه بهترین بازیگر مرد                                                  |
| لئوناردو دی‌کاپریو                                     | معرفی‌کننده برنده جایزه بهترین بازیگر زن                                                   |
| وارن بیتی فی داناوی                                   | معرفی کنندگان برنده جایزه بهترین فیلم                                                     |

### اجرا کنندگان
| نام(ها)                           | نقش                           | اجرا می‌کنند                                            |
| --------------------------------- | ----------------------------- | ------------------------------------------------------ |
| هارولد ویلر                       | تنظیم‌کننده موسیقی رهبر ارکستر | ارکستری                                                |
| آ-وولی کراوالهو لین-منیول میراندا | اجراکننده‌ها                   | "چقدر باید بروم؟" از موانا                             |
| جان لجند                          | اجراکننده                     | "استماع (احمق‌های رویایی)" و "شهر ستاره‌ها" از لا لا لند |
| استینگ                            | اجراکننده                     | "صندلی خالی" از جیم:داستان جیمز فولی                   |
| جاستین تیمبرلیک                   | اجراکننده                     | "نمی‌توانم جلوی احساسم را بگیرم!" از ترول‌ها             |

## اطلاعات مراسم
| فیلم                     | پیش از نامزدی (پیش از ۲۴ ژانویه) | پس از نامزدی (۲۴ ژانویه - ۲۶ فوریه) | پس از جوایز (پس از ۲۶ فوریه) | مجموع             |
| ------------------------ | -------------------------------- | ----------------------------------- | ---------------------------- | ----------------- |
| 'ورود'                   | ۹۵٫۷ میلیون دلار                 | ۱۵۳٫۶۲۶ دلار                        |                              | ۹۶٫۲ میلیون دلار  |
| 'لا لا لند'              | ۹۰٫۵ میلیون دلار                 | ۴ میلیون دلار                       |                              | ۹۷٫۹ میلیون دلار  |
| 'ارقام پنهان'            | ۸۵ میلیون دلار                   | ۵ میلیون دلار                       |                              | ۹۳٫۸ میلیون دلار  |
| 'ستیغ هک‌سا'              | ۶۵٫۵ میلیون دلار                 | ۳۶٫۰۵۲ دلار                         |                              | ۶۵٫۶ میلیون دلار  |
| 'حصارها'                 | ۴۸٫۸ میلیون دلار                 | ۵۳۵٬۹۱۶ دلار                        |                              | ۴۹٫۸ میلیون دلار  |
| 'منچستر کنار دریا'       | ۳۹ میلیون دلار                   | ۵۰۰٬۸۹۶ دلار                        |                              | ۳۹٫۵ میلیون دلار  |
| 'اگر سنگ از آسمان ببارد' | ۲۷ میلیون دلار                   | –                                   | –                            | ۲۷ میلیون دلار    |
| 'شیر'                    | ۱۶٫۵ میلیون دلار                 | ۸۴۰٫۳۴۱ دلار                        |                              | ۱۸ میلیون دلار    |
| 'مهتاب'                  | ۱۵٫۸ میلیون دلار                 | ۳۷۰٬۸۰۱ دلار                        |                              | ۱۶٫۲ میلیون دلار  |
| مجموع                    | ۴۸۳٫۹ میلیون دلار                | ۱۱٫۴ میلیون دلار                    |                              | ۵۰۱٫۱ میلیون دلار |
| متوسط                    | ۵۳٫۸ میلیون دلار                 | ۱٫۳ دلار                            |                              | ۵۶ میلیون دلار    |

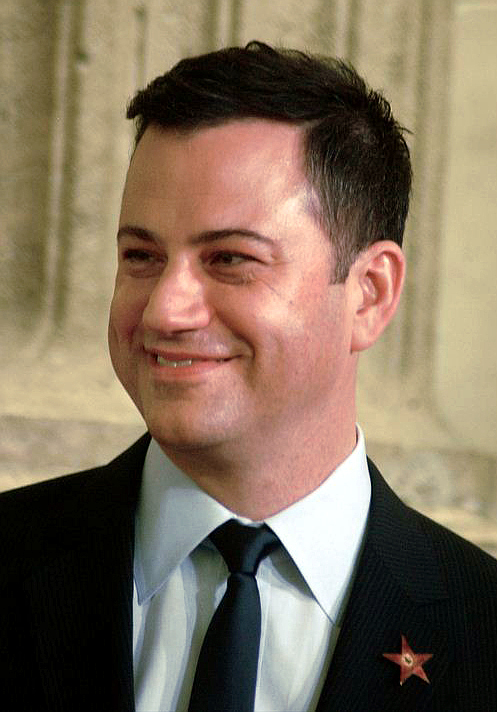
جیمی کیمل میزبان هشتاد و نهمین دوره اهدای جوایز اسکار

به دلیل ادغام و امتیاز کم مراسم سال گذشته، تهیه‌کنندگان، دیوید هیل و رجینالد هادلین در این دوره کنار گذاشته شدند. بازیگر و کمدین، کریس راک به مجله ورایتی گفت: «اگر دوباره بخواهم میزبان این مراسم باشم، افراد دیگری این کار را انجام می‌دهند.» راک نسبت به تهیه‌کنندگی مراسم ابراز علاقه کرده بود و گفت: «آیا آن‌ها به تهیه‌کننده‌ها اجازه کار می‌دهند؟ من حاضرم تهیه کنندگی مراسم را بر عهده بگیرم.» در نوامبر ۲۰۱۶ آکادمی، مایکل دلوکا و جنیفر تاد را برای تهیه‌کنندگی مراسم استخدام کرد. رئیس آکادمی، شریل بون ایساکس در مصاحبه‌ای گفت:مایک و جنیفر کار گروهی فوق‌العاده‌ای دارند و یک عشق عظیم و احترام برای فیلم‌ها قائل هستند و مسلماً از تجربه گسترده خود برای ایجاد یک رویداد استثنائی و فراموش نشدنی برای طرفداران فیلم در همه جا رقم خواهند زند. در ۵ دسامبر ۲۰۱۶ اعلام شد که جیمی کیمل میزبانی مراسم را بر عهده خواهد داشت.
در اعلام نامزدهای امسال که به‌طور معمول هرساله زنده از تئاتر ساموئل گلدوین اعلام می‌شد تغییراتی به وجود آمد. امسال آکادمی تصمیم گرفت لیست نامزدها را از طریق پخش زنده جهانی در Oscar.com ,Oscars.org، پلتفرم‌های دیجیتال آکادمی، پخش ماهواره‌ای و رادیو و تلویزیون محلی از جمله برنامه صبحگاهی ای‌بی‌سی، صبح بخیر آمریکا اعلام کند.

### فروش گیشه‌ای فیلم‌های نامزد شده
در زمان اعلام نامزدها در ۲۴ ژانویه ۲۰۱۷، مجموع فروش نه فیلم نامزد شده برای بهترین فیلم در گیشه‌های سینماهای آمریکای شمالی ۴۸۳٫۸ میلیون دلار، با متوسط فروش ۵۳٫۸ میلیون دلار برای هر فیلم بود. هنگامی که نامزدها اعلام شدند، ورود پرفروش‌ترین فیلم در میان نامزدهای بهترین فیلم با فروش ۹۵٫۷ میلیون دلار در گیشه‌های سینما بود. لا لا لند دومین فیلم پرفروش با فروش ۹۰٫۵ میلیون دلار بود و به دنبال آن ارقام پنهان با ۸۵ میلیون، ستیغ هک‌سا با ۶۵٫۵ میلیون، حصارها با ۴۸٫۸ میلیون، منچستر کنار دریا با ۳۹ میلیون، اگر سنگ از آسمان ببارد با۲۷ میلیون، شیر ۱۶٫۵ میلیون و مهتاب با ۱۵٫۸ میلیون دلار قرار دارند.
از ۵۰ فیلم پرفروش سال و ۳۵ نامزد اعلام شده، ۱۳ تای آن‌ها در لیست پرفروش‌ها قرار دارند. تنها فیلم‌های زوتوپیا (جایگاه ۳)، موانا (جایگاه ۱۵)، لا لا لند (جایگاه ۴۵) و ورود (جایگاه ۴۸) در رشته‌های بهترین فیلم، بهترین پویانمایی بلند، بهترین کارگردانی و بازیگری یا حتی نویسندگی، نامزد شده‌اند. از فیلم‌های پرفروش دیگر که توانسته‌اند در جمع نامزدها قرار بگیرند، می‌توان به روگ وان: داستانی از جنگ ستارگان (جایگاه ۴)، کتاب جنگل (جایگاه ۵)، جانوران شگفت‌انگیز و زیستگاه آن‌ها (جایگاه ۸)، جوخه انتحار (جایگاه ۱۰)، دکتر استرنج (جایگاه ۱۱)، فرا تر از پیشتازان فضا (جایگاه ۲۴)، ترول‌ها (جایگاه ۲۵)، مسافران (جایگاه ۳۰) و سالی (جایگاه ۳۲) اشاره کرد.

### ممنوعیت مسافرتی
کارگردان ایرانی اصغر فرهادی که نامزد جایزه بهترین فیلم خارجی‌زبان برای فیلم فروشنده شده بود، در اعتراض به فرمان اجرایی ممانعت از ورود به آمریکا دونالد ترامپ در مراسم اسکار شرکت نکرد او انوشه انصاری و فیروز نادری را به عنوان نمایندگانش برای شرکت در مراسم اسکار معرفی کرد. فیلم فروشنده جایزه بهترین فیلم غیرانگلیسی زبان را کسب کرد و انوشه انصاری در سالن برگزاری مراسم از طرف فرهادی بیانیه‌ای را قرائت کرد.

### حواشی مراسم
در حین برگزاری مراسم و هنگام اعلام جایزه بهترین فیلم، وارن بیتی و فی داناوی که اعلام کنندگان جایزه بودند، فیلم لا لا لند را به عنوان بهترین فیلم معرفی کردند. پس از آنکه عوامل فیلم لا لا لند برای دریافت جایزه خود به روی سن آمدند، ناگهان اعلام شد که اشتباهی رخ داده‌است و برنده اسکار بهترین فیلم فیلم مهتاب بوده‌است. سپس عوامل فیلم لا لا لند جایزه خود را پس دادند و عوامل فیلم مهتاب به روی سن آمدند و جوایز خود را تحویل گرفتند. طبق گفته‌ها، احتمالاً به صورت اشتباهی کاغذی که در آن جایزه بهترین بازیگر نقش اول زن به اما استون برای فیلم لا لا لند اهداء شده بود، به وارن بیتی و فی داناوی تحویل داده شده بود. پس از این اتفاق کمپانی «پرایس واتر هاوس کوپرز» که برگزارکننده اصلی مراسم اسکار است با انتشار بیانیه‌ای نوشت: «صادقانه از سازندگان دو فیلم «مهتاب»، «لا لا لند» و همچنین «وارن بیتی» و «فی داناوی» (اعطاء کنندگان جایزه) برای اشتباه پیش آمده در هنگام معرفی برنده اسکار بهترین فیلم عذرخواهی می‌کنیم. اعطاء کنندگان این جایزه پاکتی اشتباه را برای معرفی برنده این شاخه دریافت کرده بودند و زمانی که متوجه این اشتباه شدیم، فوراً آن را تصحیح کردیم. در حال حاضر مشغول بررسی چگونگی رخ دادن این اتفاق هستیم و از این اتفاق عمیقاً افسوس می‌خوریم».

### امتیاز منتقدان و تعداد بینندگان
این دوره از جوایز ۳۲٫۹ میلیون بیننده در ایالات متحده داشت که با توجه به آمار منتشر شده از رتبه‌بندی نیلسن، نسبت به سال گذشته ۴٪ کاهش پیدا کرده بود و کمترین تعداد بیننده را (درایالات متحده) از مراسم ۸۰ام در ۲۰۰۸، تاکنون، پیدا کرد چراکه در آن سال ۳۲ میلیون نفر بیننده مراسم بودند.

## صفحات مرتبط
- هفتاد و چهارمین مراسم گلدن گلوب
- پنجاه و نهمین مراسم جایزه گرمی